# Prigogines buulbuul
Prigogines buulbuul (Chlorocichla prigoginei) is een zangvogel uit de familie Pycnonotidae (buulbuuls). De vogel werd in 1967 geldig beschreven en vernoemd naar de Belgische ornitholoog Alexandre Prigogine. Het is een bedreigde, endemische vogelsoort in Congo-Kinshasa

## Kenmerken
De vogel is 20 cm lang, een middelgrote soort buulbuul die overwegend dof olijfgroen is gekleurd. Kenmerkend zijn de gele keel en een vage, lichte oogring en een grijze vlek op de oorstreek. De vogel kan verward worden met de dottergele buulbuul en de geelborstbuulbuul, maar die zijn lichter gekleurd en iets groter.

## Verspreiding en leefgebied
Deze soort is endemisch in het oosten van Congo-Kinshasa in het gebied van de Lendu, een hoogvlakte ten westen van het Albertmeer. Het leefgebied bestaat uit dichte ondergroei in stukjes montaan bos op 1300 tot 1800 m boven zeeniveau in het bovenstroomse gebied van rivieren.

## Status
Prigogines buulbuul heeft een beperkt verspreidingsgebied en daardoor is de kans op uitsterven aanwezig. De grootte van de populatie werd in 2016 door BirdLife International geschat op 2,5 tot 10 duizend volwassen individuen en de populatie-aantallen nemen af. Het leefgebied wordt aangetast door ongecontroleerde ontbossing waarbij natuurlijk bos wordt omgezet in gebied voor agrarisch gebruik en menselijke bewoning. Om deze redenen staat deze soort als bedreigd op de Rode Lijst van de IUCN.